# سوق السلع الأساسية

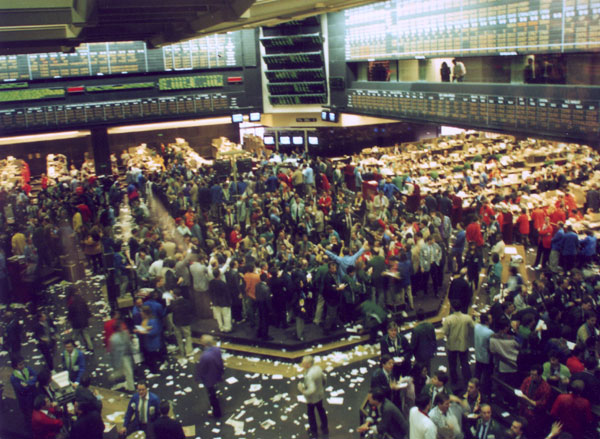
مجلس تجارة شيكاغو

سوق السلع الأساسية هو سوق متخصص في الإتجار بالقطاع الأولي فضلًا عن المنتجات المُصنعة، مثل الكاكاو والفواكه والسكر. يتم تعدين السلع الصعبة مثل الذهب والنفط. يصل المستثمرون إلى نحو 50 سوقًا رئيسيًا للسلع الأساسية في أنحاء العالم بمعاملات مالية بحتة تتفوق بشكل متزايد على الصفقات المادية التي يتم تسليم البضائع بها. العقود الآجلة هي أقدم طريقة للاستثمار في السلع. وتؤمَّن عمليات البيع الآجلة بأصول مادية. يمكن لسوق السلع الأساسية أن يشتمل على التجارة المادية أو التجارات المشتقة باستخدام عقد بضاعة حاضرة أو عقد أجل أو عقد اختياري أو بيع مستقبلي. استخدم المزارعون شكلًا بسيطًا للتجارة المشتقة في سوق السلع الأساسية لقرون لإدارة مخاطر تقلب الأسعار.
العقد الاشتقاقي هو أداة مالية تكتسب قيمتها من سلعة تسمى بسلعة مؤسِسة. المشتقات إما أن تكون متبادلة تجاريًا أو بالتداول خارج البورصة (OTC). يُتداول عدد متزايد من المشتقات عن طريق إعادة تنظيم المنشآت والبعض عن طريق التسوية المركزية، والتي توفر خدمات التسوية والاستقرار في سوق الصرف الآجلة، بالإضافة إلى التسوية خارج السوق في التداول خارج البورصة.
أصبحت المشتقات مثل العقود الآجلة والمقايضات المالية (ما قبل السبعينيات من القرن الماضي)، والسلع المتداولة بالبورصة (2003-) أدوات تداول رئيسية في أسواق السلع الأساسية. وتُتداول العقود المستقبلية في أسواق سلع منظمة. وتُناقش العقود المتداولة خارج البورصة سرًا بعقود ملزمة بين طرفي التعاقد بشكل مباشر.
بدأ صندوق المؤشرات المتداولة في إصدار السلع في عام 2003. صندوق المؤشرات المتداولة الذهبي مبني على «الذهب الإلكتروني» والذي لا يستلزم امتلاك سبائك ذهبية حقيقة بسبب التكاليف الإضافية اللازمة للتأمين والتخزين في مستودعات مثل سوق سبائك لندن. وفقًا لمجلس الذهب العالمي، يسمح صندوق المؤشرات المتداولة للمستثمرين استهداف سوق الذهب دون خطر تقلب الأسعار المصحوبة مع الذهب كسلعة مادية.

## التاريخ
من المعتقد أن الأموال القائمة على السلع وأسواق السلع بدأت في شكلها البدائي البسيط في سومر في الفترة بين 4500 إلى 4000 قبل الميلاد. استخدم السومريون أولًا رموزًا طينية مختومة في أوعية طينية، ثم استخدموا أقراص الكتابة الطينية لتمثيل الكمية، على سبيل المثال، عدد الماعز التي يجب تسليمها. كانت تعهدات وقت التسليم وتاريخه هذه مماثلة للعقود الآجلة.
استخدمت الحضارات البدائية السبائك أو أصداف البحر النادرة أو أشياء أخرى مثل النقود السلعية. منذ ذاك الوقت بحث التجار عن طرق لتبسيط عقود الإتجار وتوحيدها.
تطورت أسواق الذهب والفضة في الحضارات الكلاسيكية. في البداية قُدرت المعادن الثمينة لجمالها ونقائها وكانت مرتبطة بالنبل. بمرور الوقت، استُخدمت في التجارة واستُبدلت ببضائع وسلع أخرى، أو لدفع أجور العمل. استُخدم الذهب لاحقًا بقياسات محددة كعملة. ندرة الذهب وكثافته المميزة وسهولة صهرة وتشكيله وقياسه جعلته أصل تداول طبيعي.
بدءًا من نهاية القرن العاشر، نمت أسواق السلع الأساسية كآلية لتوزيع البضائع والعمالة والأرض ورأس المال في أنحاء أوروبا. بين نهاية القرن الحادي عشر ونهاية القرن الثالث عشر توسع التحضر الإنجليزي والتخصص الإقليمي، وتحسنت البنية التحتية، وكانت زيادة استخدام العملة وتزايد الأسواق والمعارض دليلًا على انتشار السمة التجارية. فُسر انتشار الأسواق بإنشاء موازين موثوقة في عام 1466 في قرى سلوتن وأوسدروب ما ألغى حاجة القرويين إلى السفر إلى هارليم أو أمستردام لوزن منتجاتهم المحلية من الجبن والزبد.
بدأت بورصة أمستردام، والتي عادة ما يُشار إليها بأنها البورصة الأولى، كسوق لتبادل السلع. وعادة ما كانت التداولات البدائية في بورصة أمستردام تتضمن استخدام العقود شديدة التعقيد، مثل البيع على المكشوف والعقود الآجلة وعقود الاختيار المالية. «جرى التداول في بورصة أمستردام وهي مكان مفتوح، وتحول إلى سوق سلع في 1530 وأُعيد بناؤه في 1608. كانت أسواق السلع الفعلية اختراعًا حديثًا نسبيًا، وُجد فقط في مجموعة من المدن».
في 1864، في الولايات المتحدة الأمريكية، تم تداول القمح والذرة والماشية والخنازير بشكل كبير باستخدام الأدوات التقليدية في مجلس شيكاغو للتجارة، وهو أقدم تداول بعقود آجلة أو عقود اختيار مالية. أُضيفت السلع الغذائية الأخرى إلى قانون تداول السلع وتم تداولها عن طريق مجلس شيكاغو للتجارة في الثلاثينيات والأربعينيات من القرن العشرين، ووُسعت القائمة لتضمن الأرز مع الحبوب والطحين والزبد والبيض والبطاطا الأيرلندية وفول الصويا. تتطلب أسواق السلع الأساسية الناجحة توافقًا واسعًا على أنواع المنتج لتصبح كل سلعة قابلة التداول، مثل نقاء الذهب في السبائك. بنت الحضارات الكلاسيكية سوقًا عالميًا معقدًا لتداول الذهب أو الفضة مقابل التوابل والأقمشة والخشب والأسلحة، ومعظمهم امتلك معايير للجودة والانضباط.
خلال القرن التاسع عشر «أصبح التداول متحدثًا رسميًا فعالًا عن التحسينات في مجال النقل والتخزين والتمويل ومطورًا لها، ما مهد الطريق لتوسيع التداول بين الولايات والتجارة الدولية».
أصبحت السمعة والمحاسبة اهتمامات مركزية، وقد تمكنت الدول التي استطاعت إدارتهما بشكل أكثر فعالية من تطوير مراكز مالية قوية.

## مؤشر أسعار السلع
في عام 1934، بدأ مكتب إحصاء العمل الأمريكي في حساب مؤشر أسعار السلع اليومي والتي أصبحت متاحة للعامة في عام 1940. بحلول عام 1952 أصدر مكتب إحصاء العمل مؤشر أسعار للسوق الفوري والذي قاس تحركات أسعار «22 سلعة أساسية حساسة تُعد أسواقها من أوائل الأسواق المتأثرة بالتغيرات في الحالة الاقتصادية. على هذا النحو، تعمل كمؤشر مبكر للتغيرات الوشيكة في النشاط التجاري».

## صندوق مؤشر السلع
صندوق مؤشر السلع هو تمويل تُستثمَر أصوله في أدوات مالية مبنية عليه أو متصلة به. وفي كل الحالات يكون المؤشر في الواقع مؤشرًا للعقود المستقبلية على السلع. كان أول مؤشر من نوعه هو مؤشر داو جونز للسلع، والذي بدأ في عام 1933. كان أول مؤشر للعقود المستقبلية قابلًا للاستثمار بشكل عملي مؤشر جولدمان ساكس للسلع، والذي تأسس في عام 1991 وعُرف بـ "GSC". المؤشر التالي كان مؤشر داو جونز إيه آي جي للسلع. اختلف عن مؤشر جولدمان ساكس بشكل أساسي في الأوزان المخصصة لكل سلعة. امتلك مؤشر داو جونز إيه آي جي آليات للحد من الوزن بشكل دوري لأي سلعة وإزالة السلع التي أصبحت أوزانها أصغر مما ينبغي. بعد مشاكل إيه آي جي المالية في 2008 بيعت حقوق المؤشر إلى يو بي إس (UBS) والمعروف حالياً بمؤشر دي جيه يو بي إس (DJUBS). تضمنت مؤشرات السلع الأخرى مؤشر رويترز وسي آر بي (CRB) (وهو مؤشر سي آر بي القديم أُعيد بناؤه في 2005) ومؤشر روجرز.

## السلع النقدية
تعني السلع النقدية أو «البضاعة الحاضرة» البضائع المادية مثل القمح والذرة وفول الصويا والنفط الخام والذهب والفضة، والتي تُباع وتُشترى وتُتداوَل بشكل يتميز عن المشتقات.

## عقد خيار الشراء
في عقود خيار الشراء تدخل الجهات المقابلة في عقد خيار مالي حيث يحصل المشتري على حق الشراء دون إلزام لكمية متفق عليها من سلعة محددة أو أداة مالية (له حق الأولوية) من بائع الخيار وفي وقت محدد (تاريخ انتهاء الصلاحية) وبسعر محدد (سعر التنفيذ). البائع (أو بائع عقد الخيار) مُلزَم ببيع السلعة أو الأداة المالية في حال قرر المشتري ذلك. يدفع المشتري رسومًا (تسمى علاوة) مقابل هذا الحق.